# Acmeshachia takamukui
Acmeshachia takamukui är en fjärilsart som beskrevs av Matsumura 1929. Acmeshachia takamukui ingår i släktet Acmeshachia och familjen tandspinnare. Inga underarter finns listade i Catalogue of Life.